# Eschata xanthocera
Eschata xanthocera là một loài bướm đêm trong họ Crambidae.